# سیارک ۲۴۲۰۱
سیارک ۲۴۲۰۱ (به انگلیسی: 24201 Davidkeith، نامگذاری:1999XL40) بیست و چهار هزار و دویست و یکمین سیارک کشف شده‌است که در ۷ دسامبر ۱۹۹۹ کشف شد.
قدر مطلق سیارک برابر ۱۲.۳ است.